# Cantonul Limoges-Isle
Cantonul Limoges-Isle este un canton din arondismentul Limoges, departamentul Haute-Vienne, regiunea Limousin, Franța.

## Comune
| Comune  | Populație (1999) | Cod poștal | Cod INSEE |
| ------- | ---------------- | ---------- | --------- |
| Isle    | 7.534            | 87170      | 87075     |
| Limoges | 6.006            | 87280      | 87085     |